# Saint-Pierre (Riunione)
Saint-Pierre è un comune francese di 77 893 abitanti situato nel dipartimento d'oltremare di Riunione.
Qui ha sede l'amministratore delle Terre australi e antartiche francesi.